# Mauro Maur
Mauro Maur (Trieste, 8 agosto 1958) è un trombettista italiano.
È noto principalmente per aver collaborato con Ennio Morricone.

## Biografia
Prima tromba all'Orchestra del Teatro dell'Opera di Roma dal 1985 al 2010, si diploma giovanissimo a Trieste e nel 1975 supera il concorso d'ammissione al Conservatorio Nazionale Superiore di Parigi dove si perfeziona con Pierre Thibaud.  Ancora allievo del Conservatorio vince l'audizione per prima tromba all'Orchestra Nazionale di Tolosa (diretto da Michel Plasson), con la quale effettuerà tournée negli Stati Uniti, in Canada, Austria, Germania e Italia. Inizia in Francia, a 18 anni, ad essere richiesto come solista dai celebri organisti, da orchestre da camera, ad essere presente nei maggiori festival. Compie un ciclo di studi alla Northwestern University di Chicago con A. Herseth, V. Cichowicz, A. Jacobs.

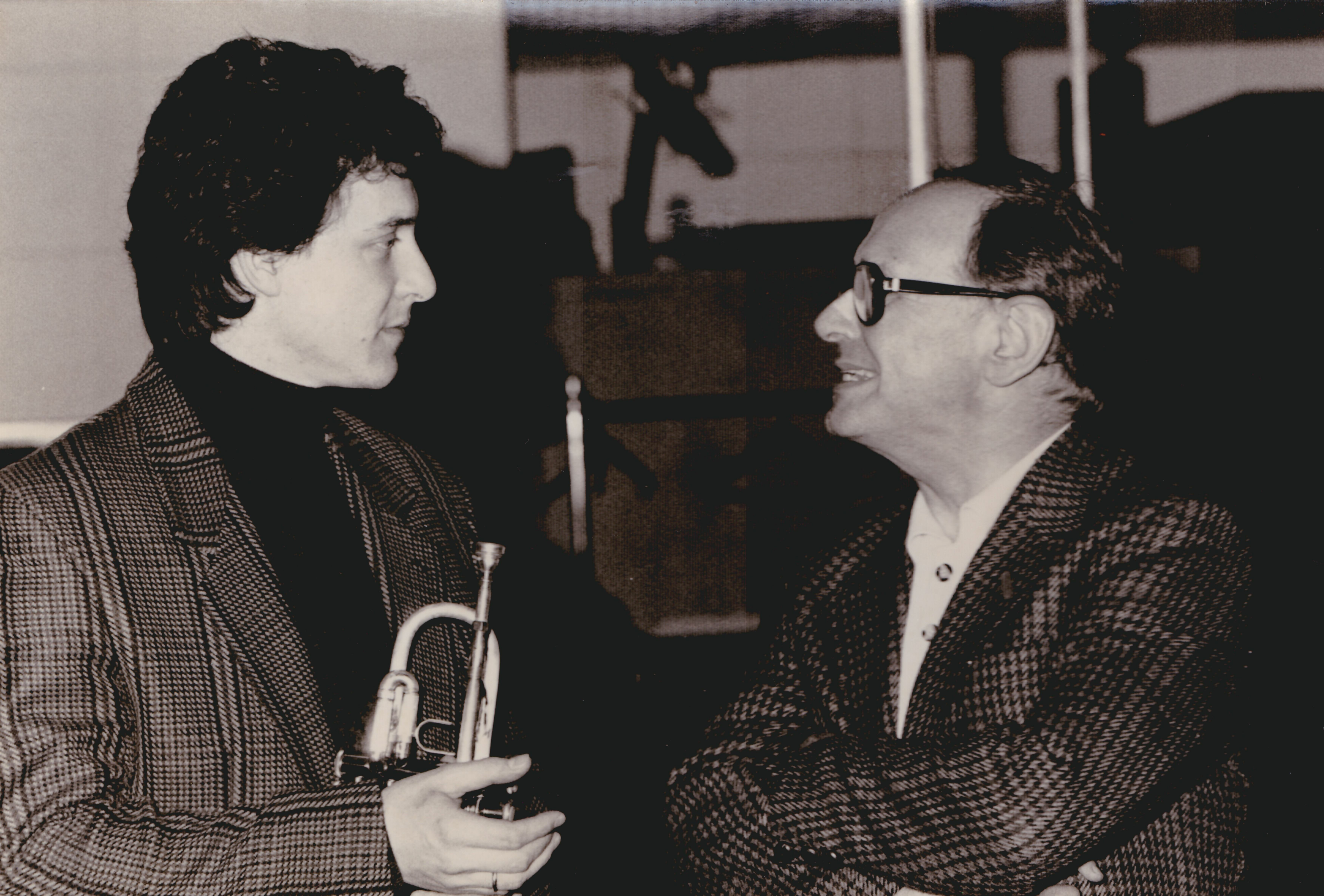
Mauro Maur e Ennio Morricone in sala di registrazione - Forum Studios a Roma

Vince la Medaglia d'oro al Concorso Internazionale di Tolone nel 1981, il Premier Prix all'unanimità al Concorso del Conservatoire de Paris nel 1982, i Concorsi di Lilla (Francia), dell'Opera di Roma, del S.Carlo di Napoli, all'Accademia Nazionale di Santa Cecilia (Italia). Suona nelle più importanti sale da concerto del mondo: Carnegie Hall di New York, Lincoln Center di N.Y., Hollywood Bowl di L.A., Boston Symphony Hall, The Great Hall of The People di Pechino (Cina), National Center for The Performing Arts (Cina), Seul Art Center (Corea), SOTA Arts Center (Singapore), Suntory Hall di Tokyo, Osaka Festival Hall, Opera di Dresda (Germania), Hercules Salle di Monaco di Baviera (Germania), Festspiele Salisburgo (Austria), Vienna Festspielhause (Austria), Salle Pleyel di Parigi,  Megaron Athens (Grecia), Nuovo Auditorium di Santa Cecilia a Roma, Teatro La Fenice di Venezia, Teatro alla Scala di Milano ed altre, interpretando i concerti di Tartini, Albinoni, Haydn, Hummel, Telemann, Morricone, Piccioni, Rota, Jolivet.
Mauro Maur ha ricevuto il Premio Oder 2008 alla Carriera e nel 2009 gli è stato conferito il prestigioso Sigillo Trecentesco, la massima onorificenza della città di Trieste.
Mauro Maur è stato insignito, su proposta del Presidente del Consiglio dei Ministri, della distinzione onorifica di Cavaliere dell'Ordine al merito della Repubblica Italiana e di Ufficiale dell'Ordine al merito della Repubblica Italiana.

## La collaborazione con Ennio Morricone

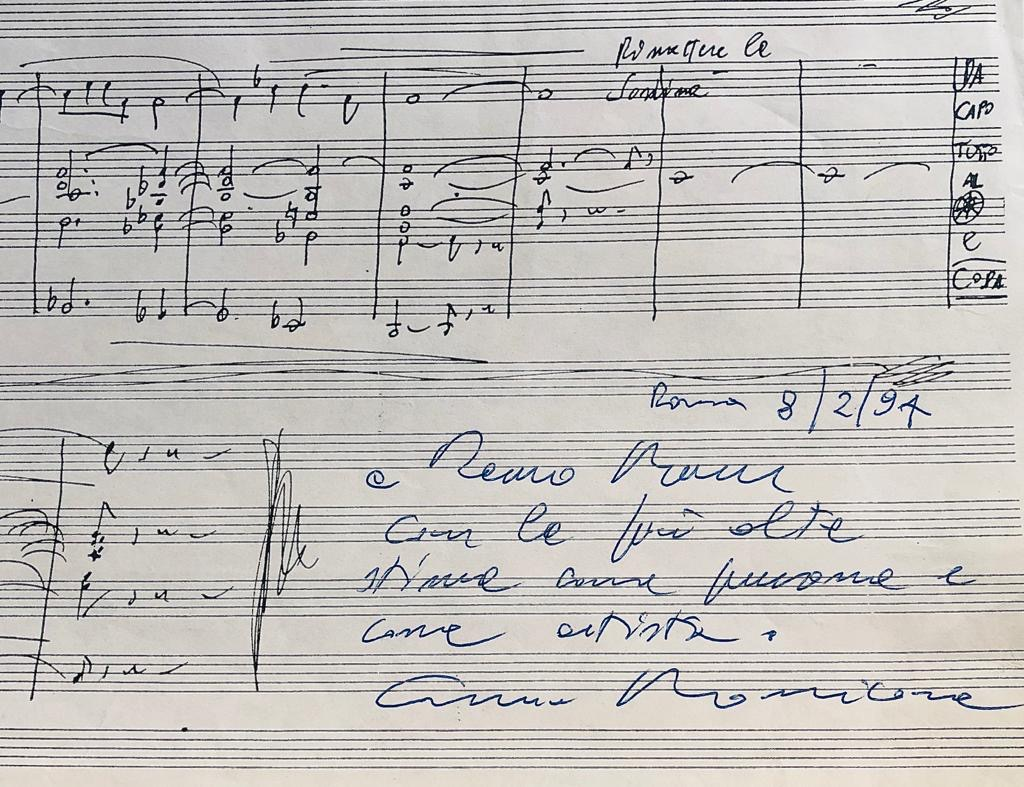
Dedica personale di Ennio Morricone per Mauro Maur: "A Mauro Maur con la più alta stima come persona e come artista. Ennio Morricone"

Mauro Maur ha collaborato per più di 20 anni con Ennio Morricone, registrando gli assoli delle colonne sonore sotto la direzione del compositore ai Forum Studios, in Piazza Euclide a Roma. Morricone ha dedicato molti assoli dei suoi film in forma di concerto e anche il suo Concerto per tromba e orchestra Ut a Mauro Maur, che lo ha eseguito in prima assoluta e registrato per la BMG Ariola. La tromba che Sergio Leone utilizzò per i film spaghetti-western è stata donata da Ennio Morricone a Mauro Maur.

## Altre collaborazioni

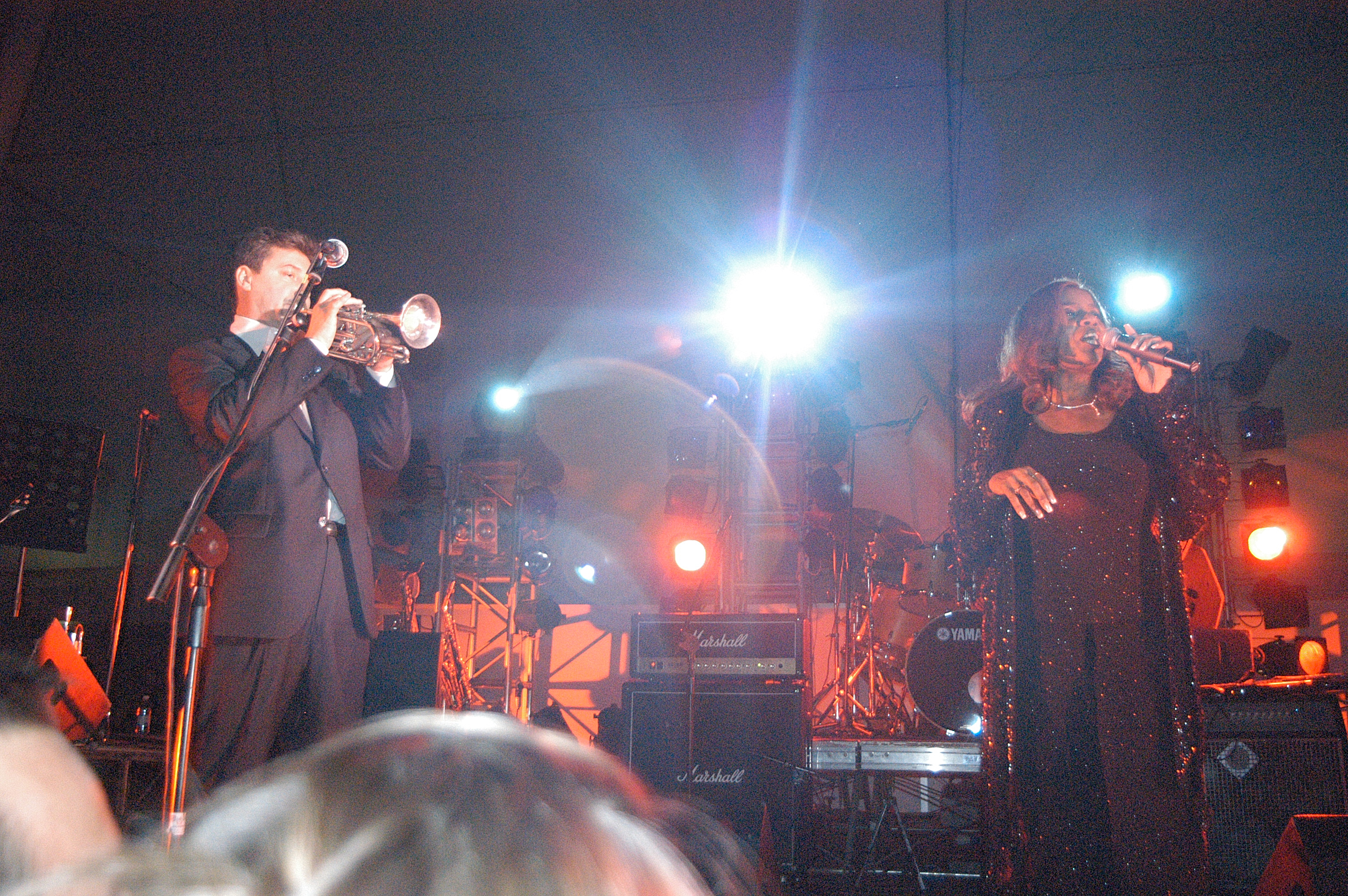
Mauro Maur e Gloria Gaynor durante uno spettacolo

Collabora con orchestre francesi (Orchestre de l'Opéra, Orchestre National de France, Orchestre de Radio-France), con gruppi come l'Ars Nova, Les Solistes de France, l'Ircam, la Budapest Chamber Orchestra, il Nuovo Quartetto Italiano, con solisti quali Hendricks, André Isoir, Pierre Thibaud, Valdambrini, Scott, e direttori come Riccardo Muti, Leonard Bernstein, Seiji Ozawa, Pierre Boulez, Carlo Maria Giulini, Giuseppe Sinopoli, Lorin Maazel. Altre collaborazioni con Gloria Gaynor, Plácido Domingo e I Solisti Veneti di Claudio Scimone.
Mauro Maur è nella Faculty della “Orchestra of the Americas". Ha tenuto masterclass al Conservatorio di Mosca, alla McGill University in Canada, ai Conservatori di Palermo, Firenze, Roma. Ha insegnato ai corsi internazionali del Festival di Riva del Garda. È stato docente per il Biennio Superiore al Conservatorio di Santa Cecilia di Roma.
Mauro Maur è stato presente varie volte in trasmissioni televisive (Maurizio Costanzo Show, Tappeto Volante, La Notte di Marzullo), radiofoniche, ha registrato con la BMG Ariola, RCA, Sony Columbia, Denon e RTHK di Hong Kong.

## Vita privata
L'amicizia che legava Mauro Maur a Giulietta Masina e Federico Fellini ha fatto sì che suonasse ai funerali di entrambi. Giulietta Masina aveva lasciato una lettera nella quale chiedeva a Mauro Maur, "la sua tromba", di suonare l'Improvviso dell'Angelo di Nino Rota per i suoi Funerali.

## Discografia
- 2019: Il Silenzio, I grandi Successi di Nini Rosso: Mauro Maur solista JVC Japan
- 2016: Ave Maria: Mauro Maur tromba solista, Françoise de Clossey, organo
- 2009: Franco Margola: F. Busoni Chamber Orchestra dir M. Belli, Mauro Maur solista
- 2008: On the Wings of Love: Solisti Veneti dir. C. Scimone, J.J. Mouret Due Sinfonie per tromba e archi Mauro Maur solista FABULA CLASSICA #12076-2
- 2003: Concerto per Alberto, omaggio all'arte di Piero Piccioni
- 2001: A. Vivaldi Juditha Triumphans: Solisti Veneti dir. C. Scimone Warner Fonit #8573 85747-2
- 2001:From the Screen to the Stage Rota & Morricone: I Filarmonici Italiani Denon #COCQ 83538
- 1996: Mauro Maur e i suoi Solisti: Sony Columbia #COL 485352-2
- 1994: Una Tromba in scena: Mauro Maur Iktius Milano #C009P
- 1993: La Tromba Classica Contemporanea: musiche di Ennio Morricone, Flavio Emilio Scogna, Lucia Ronchetti, Aldo Clementi, Fabrizio De Rossi Re, Sylvano Bussotti, Mikīs Theodōrakīs, Roman Vlad, James Dashow BMG #74321-16825-2
- 1993: Torelli: Concerti, Sinfonie e sonate per tromba, archi e basso continuo RS-Darpro #6367-07
- 1993: L'Orchestra Classica Contemporanea BMG #74321-17516-2
- 1993: La Bibbia: Abramo: musiche di Ennio Morricone CGD 450994978-2
- 1993: In the Line of Fire: musiche di Ennio Morricone SONY #B000008GT8
- 1992: City of the Joy: musiche di Ennio Morricone EPIC SOUNDTRAX #EK 52750
- 1991: Voyage of Terror: musiche di Ennio Morricone BMG Ariola #OST 101
- 1989: Improvviso dell'Angelo: Mauro Maur tromba Luigi Celeghin organo Casa Musicale Bongiovanni
- 1985: Orchestre Champetre 1900: Mauro Maur cornetta FR3 #BZ 62004
- 1984: Sonates et Concertos pour trompette: musiche di Arcangelo Corelli, Manfredini, Torelli, Purcell, Telemann Orch. de Chambre de Picardie dir. J.P. François soloista Mauro Maur Jacinthe #N84.25.001